# جوناثان روان
جوناثان روان (بالإنجليزية: Jonathan Rowan)‏ (29 نوفمبر 1981 في المملكة المتحدة - ) هو لاعب كرة قدم بريطاني في مركز الهجوم. لعب مع غريمسبي تاون ونادي غاينسبورو ترينيتي ونادي كيترينغ تاون وأوست تاون ‏ ونادي كيدرمينستر هاريرز لكرة القدم ونادي بوسطن تاون ‏ ونادي بوسطن يونايتد.

## وصلات خارجية
- جوناثان روان على موقع Soccerbase.com (لاعب) (الإنجليزية)